# The Montreux Album
The Montreux Album – piąty album studyjny brytyjskiego zespołu pop-rockowego Smokie, który ukazał się w Wielkiej Brytanii w 9 października 1978 nakładem wytwórni RAK Records pod numerem SRKA 6757.
Z płyty tej pochodzą trzy promowane single: "For a Few Dollars More" (RAK 267), „Oh Carol” (RAK 276) oraz "Mexican Girl" (RAK 283), który dotarł do miejsca 1. niemieckiej Top 100 Singles.
Album ten był popularny w wielu krajach Europy (Niemcy – pozycja 3., Austria – pozycja 6.), natomiast w Wielkiej Brytanii dotarł tylko do pozycji 52.

## Lista utworów
| #  | Tytuł                      | Autorzy                    | Czas |
| -- | -------------------------- | -------------------------- | ---- |
| A1 | "The Girl Can’t Help It"   | Chris Norman, Pete Spencer | 3:44 |
| A2 | "Power of Love"            | Nicky Chinn, Mike Chapman  | 1:54 |
| A3 | "No More Letters"          | Norman, Spencer            | 3:27 |
| A4 | "Mexican Girl"             | Norman, Spencer            | 3:57 |
| A5 | "You Took Me by Surprise " | Alan Silson, Terry Uttley  | 3:38 |
| B1 | "Oh Carol"                 | Chinn, Chapman             | 3:39 |
| B2 | "Liverpool Docks"          | Norman, Spencer            | 2:56 |
| B3 | "Light Up My Life"         | Silson, Uttley             | 4:23 |
| B4 | "Petesey’s Song"           | Norman, Spencer            | 2:49 |
| B5 | "For a Few Dollars More"   | Chinn, Chapman             | 3:33 |

## Twórcy
- Chris Norman  - śpiew, chórki, gitary, instrumenty klawiszowe, kastaniety
- Terry Uttley – gitara basowa, chórki, śpiew w „Light Up My Life”
- Pete Spencer – perkusja, instrument perkusyjne, chórki, śpiew na „Petesey’s Song”, saksofon tenorowy w „No More Letters”
- Alan Silson – gitary, chórki, śpiew w „You Tool Me by Surprise”